# Rambla Just Oliveras metróállomás
Rambla Just Oliveras egy barcelonai metró-  és vasútállomás Spanyolországban. Nevét a közelben található Rambla Just Oliveras utcáról kapta.

## Metróvonalak
Az állomást az alábbi metróvonalak érintik:
- 1-es metróvonal

## Kapcsolódó állomások
Az állomáshoz az alábbi állomások vannak a legközelebb:
- Avinguda Carrilet (Hospital de Bellvitge, 1-es metróvonal)
- Can Serra (Fondo, 1-es metróvonal)